# Auguste Laurent

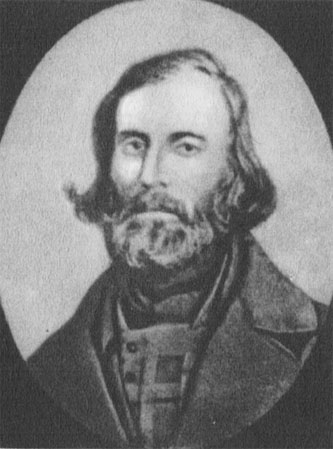
Auguste Laurent

Auguste Laurent (ur. 14 listopada 1807 w Saint-Marice koło Langres, zm. 15 kwietnia 1853 w Paryżu) – francuski chemik, jeden z twórców chemii organicznej. Odkrywca naftalenu i kwasu ftalowego oraz pochodnych fenolu i grupy fenolowej. Udowodnił fakt, że w reakcji chemicznej możliwe jest przeniesienie pomiędzy związkami organicznymi grupy funkcyjnej (bez jej rozpadu) i stworzył system nazewnictwa związków organicznych oparty na nazwie grupy funkcyjnej. Lauren otrzymał w formie krystalicznej czysty fenol (który wcześniej wydzielił Friedlieb Ferdinand Runge), opisał jego strukturę a także wprowadził nazwę „phène” dla pochodnych benzenu.